# Geophis downsi
Espèce
Statut de conservation UICN

 DD  : Données insuffisantes
Geophis downsi  est une espèce de serpents de la famille des Dipsadidae.

## Répartition
Cette espèce est endémique du canton de Corredores dans la province de Puntarenas au Costa Rica. Elle se rencontre entre 1 100 et 1 200 m d'altitude.

## Étymologie
Cette espèce est nommée en l'honneur de Floyd Leslie Downs.

## Publication originale
- Savage, 1981 : A new species of the secretive colubrid snake genus Geophis from Costa Rica. Copeia, vol. 1981, no 3, p. 549-553.